# Radinista
Radinista is een geslacht van weekdieren uit de klasse van de Gastropoda (slakken).

## Soorten
- Radinista concinna (P. Marshall & R. Murdoch, 1921) †
- Radinista corrugata (Hedley, 1904)
- Radinista exilis (R. Murdoch, 1900) †
- Radinista scalarina Powell, 1940
- Radinista vivienneae (Laws, 1939) †